# Liubo-Nadejdivka (Pokrovske), Kirovohrad
Liubo-Nadejdivka (în ucraineană Любо-Надеждівка) este un sat în comuna Pokrovske din raionul Kirovohrad, regiunea Kirovohrad, Ucraina.

## Demografie
Componența lingvistică a localității Liubo-Nadejdivka
     Ucraineană (75,61%)
     Rusă (24,39%)
Conform recensământului din 2001, majoritatea populației localității Liubo-Nadejdivka era vorbitoare de ucraineană (75,61%), existând în minoritate și vorbitori de rusă (24,39%).